# Corymbia calophylla
Corymbia calophylla is een groenblijvende boom uit de mirtefamilie (Myrtaceae). De soort komt van nature voor in het zuidwesten van West-Australië. Hij wordt tot 45 meter hoog. In Australië wordt de boom doorgaans de 'marri' of de 'redgum' genoemd.

## Kenmerken
Corymbia calophylla wordt tot 45 meter hoog. Op een onvruchtbare bodem blijft hij tot 5 meter hoog malleestruweel.
De schors is ruw, brokkelig in een rechthoekig patroon, bruin tot grijsbruin en vasthoudend op zowel de stam als de takken.
De jonge blaadjes groeien tegenoverstaand in enkele paren. Ze zijn 6-17 × 5-10 cm groot, hebben borstelachtig haar en een gekartelde bladrand. Ze zijn lancetvormig tot elliptisch, gesteeld en schildvormig. De volwassen bladeren groeien verspreid. Ze zijn 6-18 × 2-6 cm groot, lancetvormig tot eirond, donkerder aan de bovenkant en hangen aan een stengel. De nervatuur is zwak tot matig opvallend. De zijnerven liggen in een hoek van ongeveer 60° tot de middennerf.
De plant bloeit van februari tot april. De knoppen zijn 12-15 × 8-10 mm groot en staan op stengels. De (gebroken) witte bloem groeit op het einde van de tak in een tuil op 7 tot 20 mm lange cilindrische stengels. Ze bestaat uit een drie tot zevenbloemig scherm. Het operculum is halfrond en twee tot drie keer korter dan de min of meer peervormige bloembodem.
De vrucht is 20-35 × 25-30 mm groot op een dikke, lange stengel. Ze is urn- tot eivormig, dik, houtachtig en samengetrokken aan de top.
Het hout is licht geel, recht dradig, sterk en duurzaam maar bevat ontelbare harsaders. Het hout werd gebruikt voor kisten, wagens, dwarsliggers en handvatten voor gereedschap. Het hars wordt in vrij grote hoeveelheden afgescheiden en werd gebruikt om te looien.

## Habitat
De plant is van nature veel voorkomend in het zuidwesten van West-Australië, op goed van water voorziene plaatsen van Albany tot Geraldton. In kustgebied groeit de marri als struweel. In bosgebied wordt de marri een boom met uitspreidende takken die tot 45 meter hoog kan worden. De plant is niet veeleisend maar heeft een voorkeur voor een alluviale bodem of een lichtere eerder zanderige bodem.
De plant is soms moeilijk te onderscheiden van de Corymbia ficifolia. Er wordt van uitgegaan dat een Corymbia calophylla met roze bloemen een kruising is met Corymbia ficifolia.

## Taxonomie
De plant werd voor het eerst beschreven door John Lindley in 1841 als Eucalyptus calophylla.
In 1934 werd de boom door Blakely beschreven als Eucalyptus calophylla var. parviflora. K.D.Hill en L.A.S.Johnson herclassificeerden de boom in 1995 als Corymbia calophylla.

## Galerij

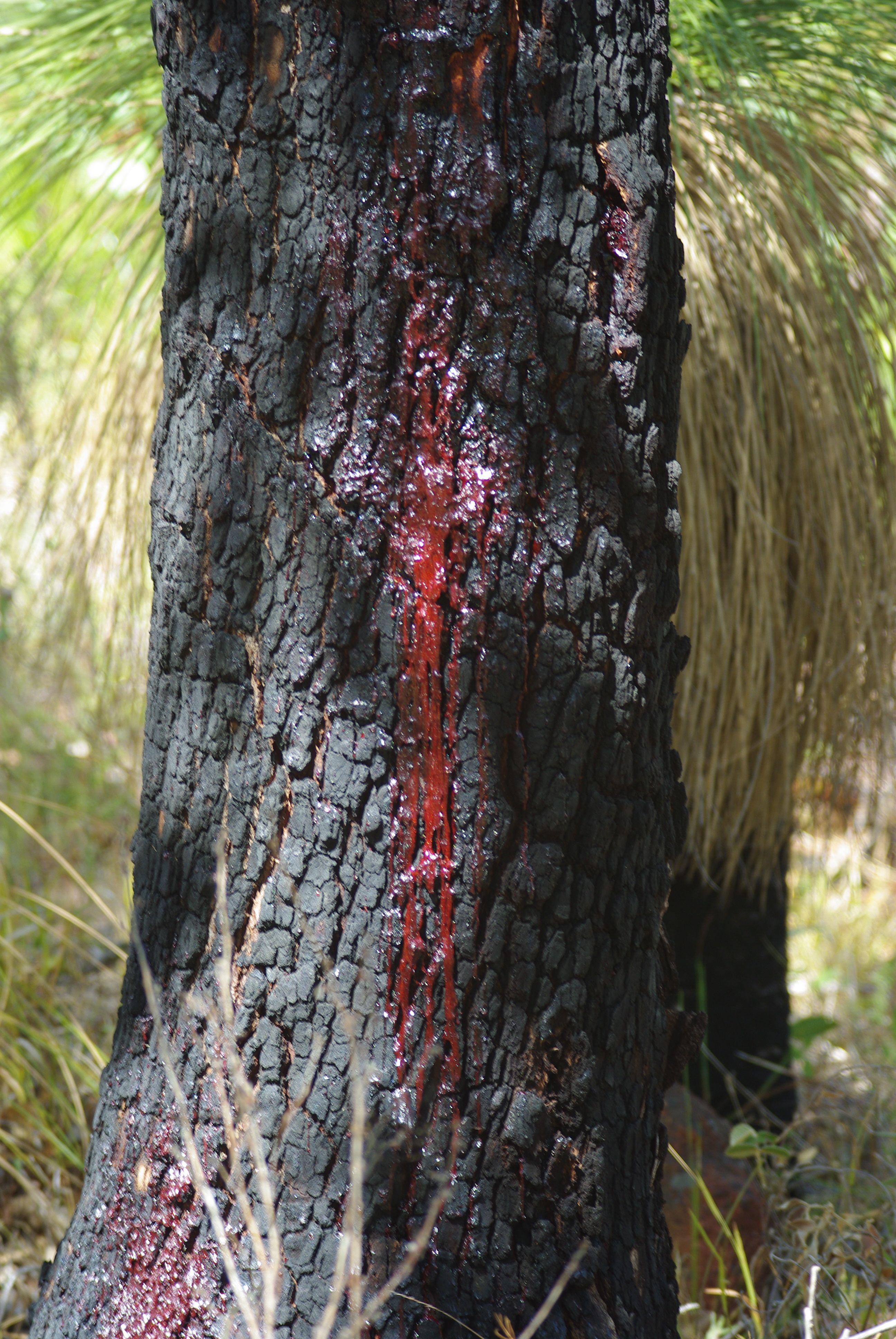
hars uit een verbrande marri
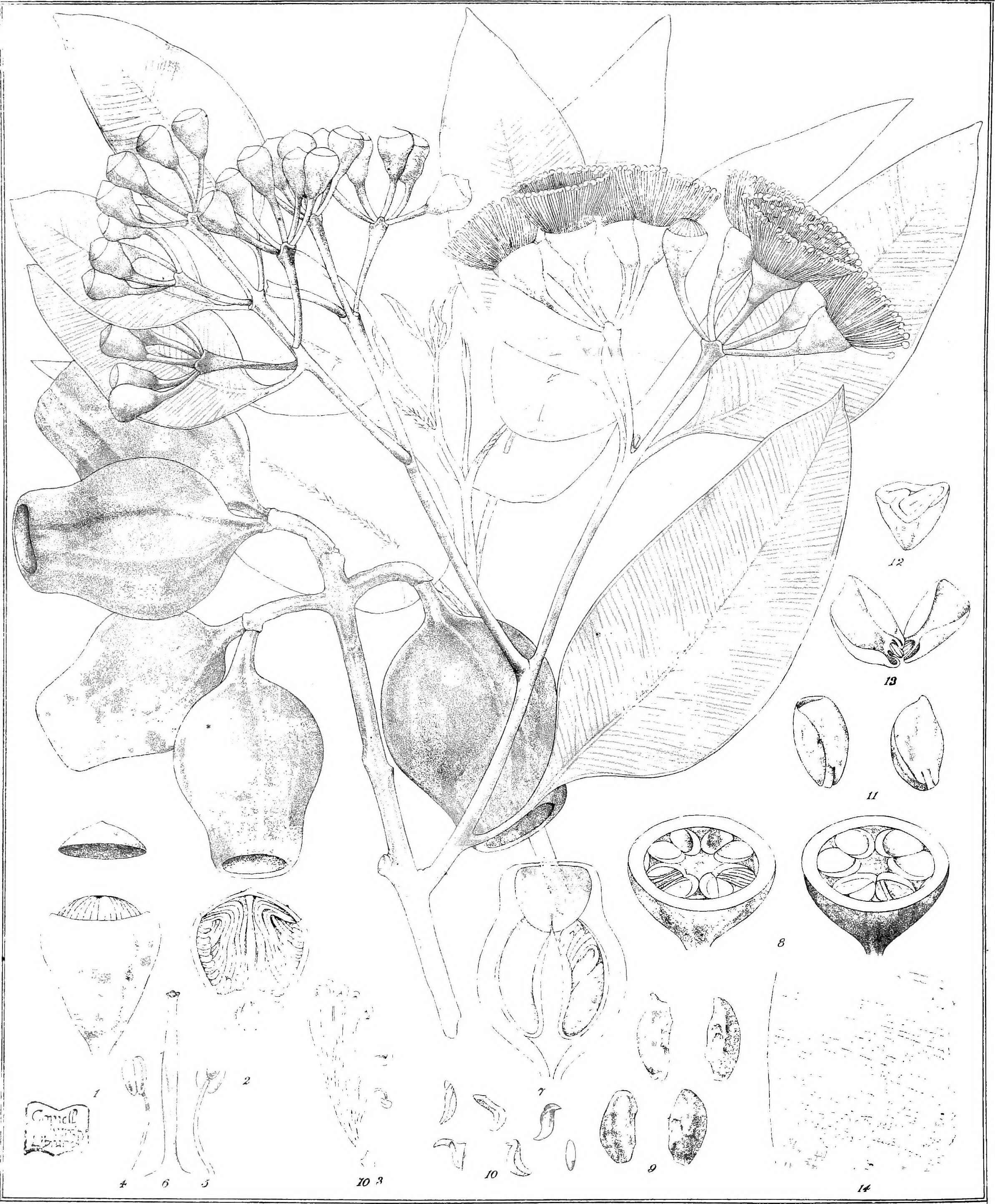
uit Muellers Eucalyptographia
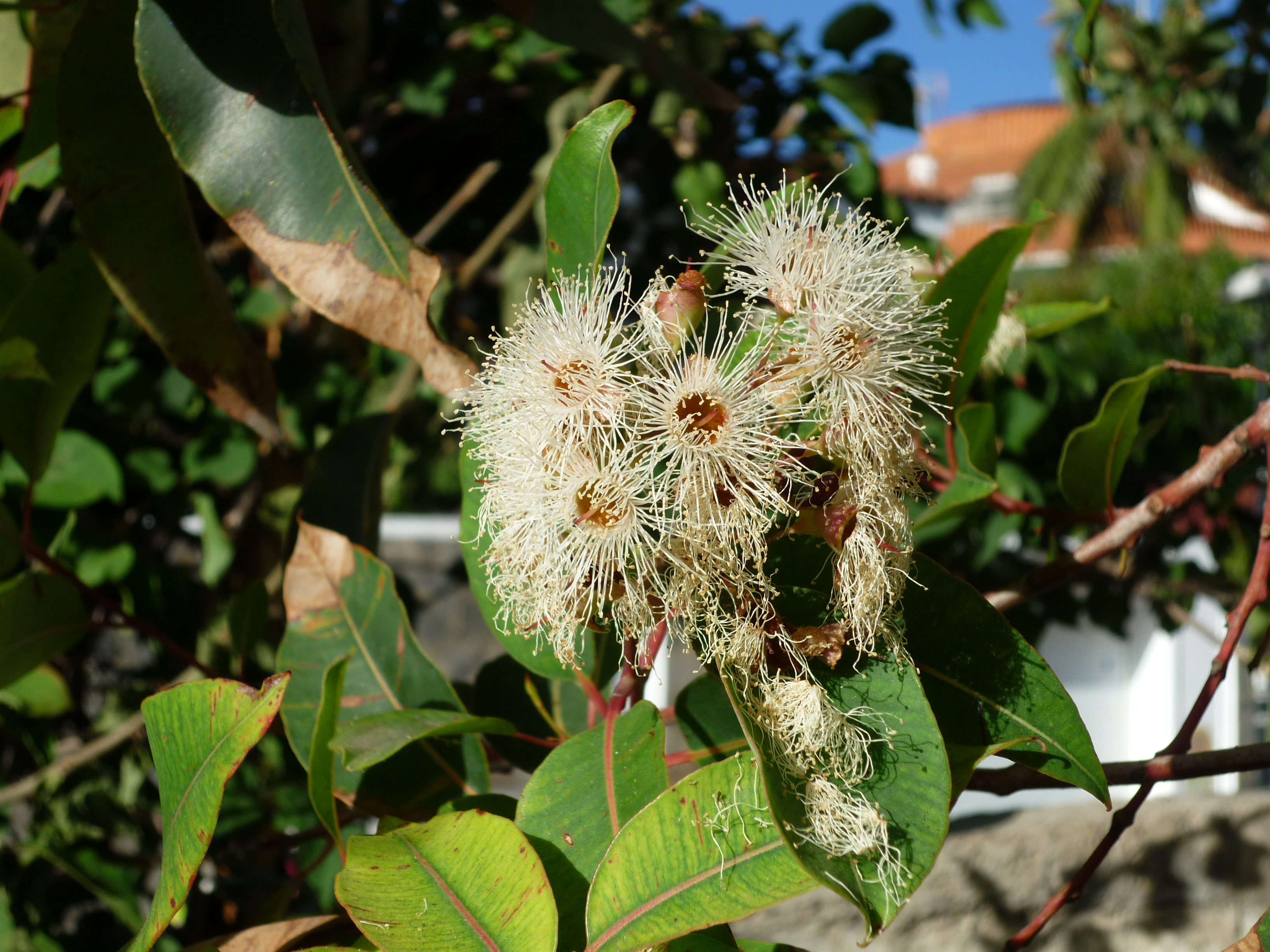
bloemgestel
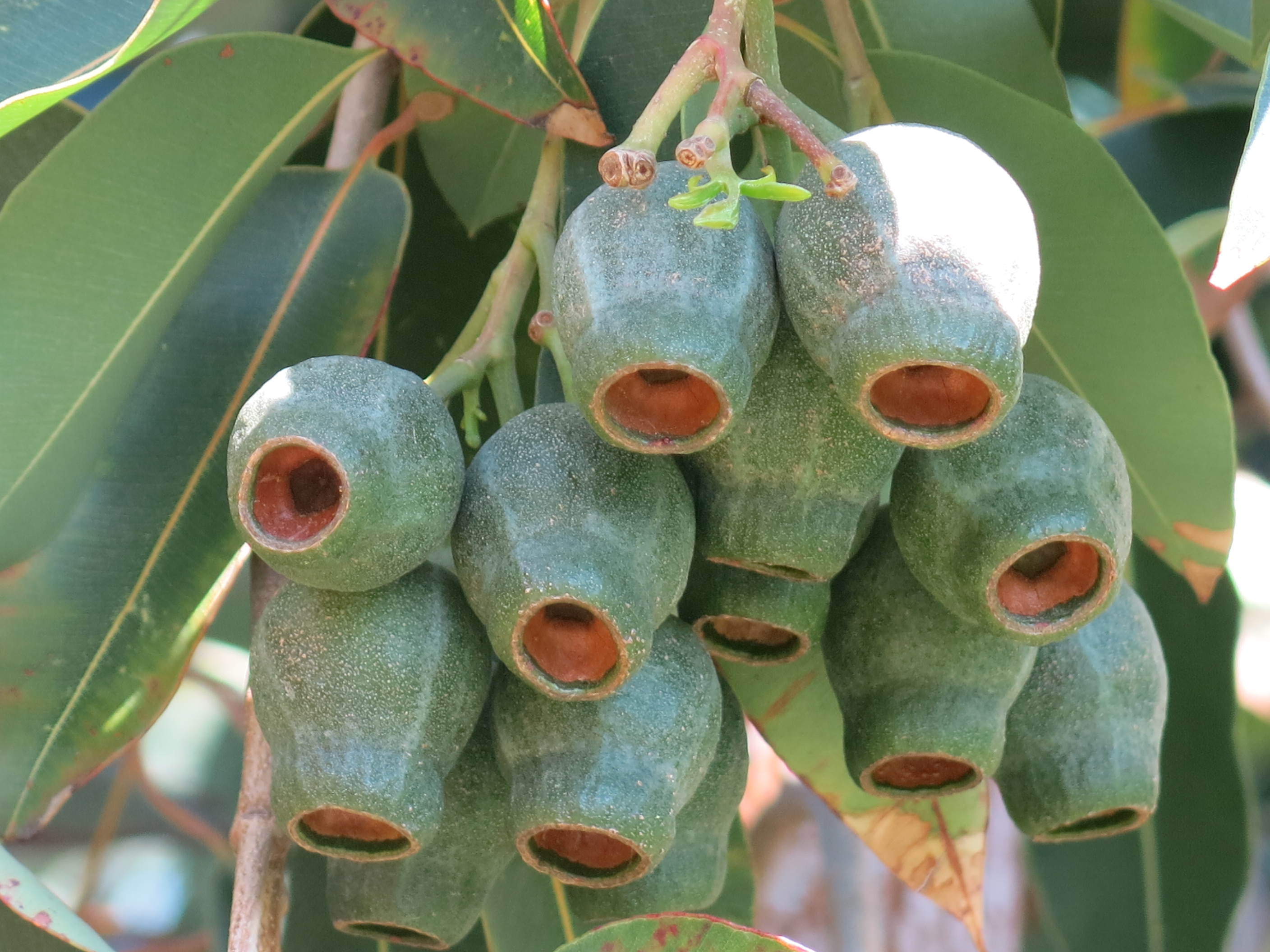
vrucht
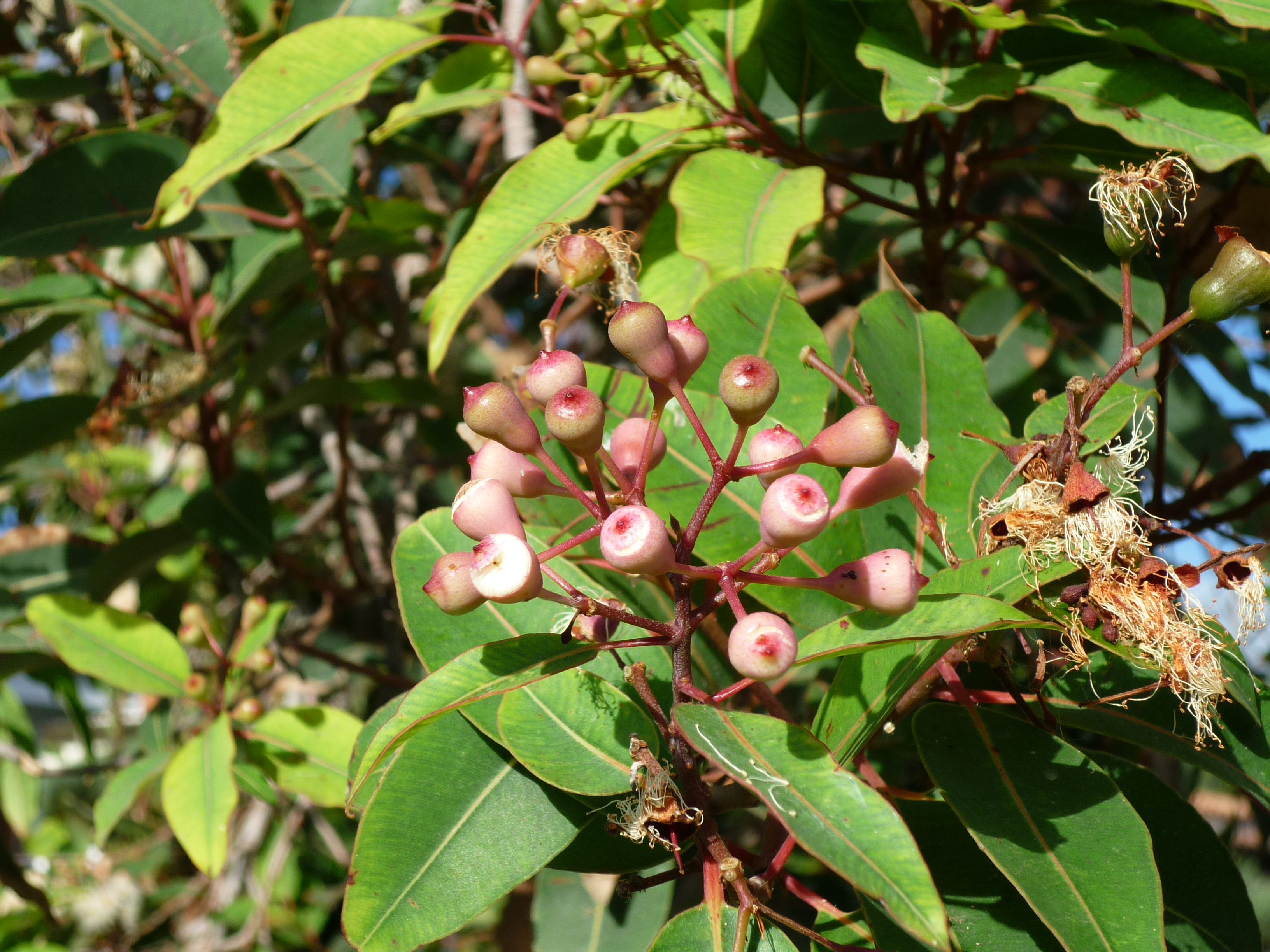
bladeren en knoppen